# Kremlings
Os Kremlings são uma espécie reptiliana liderados pelo rei K. Rool, servindo como a raça antagônica de Donkey Kong e eram originários na Ilha dos Crocodilos.

## Biologia
Os Kremlings são muito semelhantes aos jacarés e/ou crocodilos por causa de suas escamas, cabeças, caldas e pés com 3 dedos com unhas afiadas. Porém os Kremlings são diferentes em seus troncos, por exemplo: Os Kritters tem corpos bípedes como os humanos e os Klaptraps são quadrúpedes como lagartos. Eles possuem cores em suas escamas, como: verde (embora a cor seja a mais básica), roxo, azul, marrom, amarelo, cinza, laranja, vermelho e rosa.

## Personagens
| Nome         | Descrição | Primeira Aparição   | Última Aparição            |
| ------------ | --- | ------------------- | -------------------------- |
| King K. Rool | O chefe Kremling e arqui-inimigo de Donkey Kong. Ele acha que pode mandar em tudo, porém é meio desajeitado. O olho esquerdo dele é dilatado (devido à loucura) e é gordo.                                       | Donkey Kong Country | Super Smash Bros. Ultimate |
| Klump        | O braço direito de K. Rool e segundo comandante da Kremling Krew sendo que o respeita mesmo que é tratado como escravo. Ele é imune aos ataques dos Kongs fracos na cabeça quando está com seu capacete militar. | Donkey Kong Country | Donkey Kong Barrel Blast   |
| Krusha       | O guarda costas pessoal de K. Rool completamente estúpido e o cadete musculoso da Kremling Krew. Ele é imune aos ataques dos Kongs fracos, mas não aos Kongs fortes.                                             | Donkey Kong Country | Donkey Kong 64             |